# Santa Maria in Trastevere
La Basílica de Santa Maria in Trastevere és una església de Roma situada al barri del Trastevere. Va ser fundada el segle iii pel papa Calixte I i renovada posteriorment durant el papat d'Innocenci II (1130-1143).

## Façana
Trobem una façana d'origen medieval on trobem la verge envoltada de deu verges que porten làmpades com a símbol de la seva virginitat. Fou remodelada l'any 1702 per Carlo Fontana amb l'annexió d'un pòrtic coronat per una balaustrada.

## Interior
La basílica destaca pels mosaics que hi ha al seu absis daurat amb la coronació de Maria. Es tracta del primer exemple plàstic d'aquesta iconografia. A la dreta s'hi representen Sant Pere, Sant Corneli, Sant Juli i a l'esquerra Calixt I, Sant Llorenç (màrtir) i el Papa Innocenci II amb la maqueta de l'església. A la part inferior hi ha una filera de béns que simbolitza el poble que s'aproxima a Déu. Als extrems hi ha unes formes arquitectòniques que representen les ciutats de Jerusalem i Betlem.
A la zona central de l'absis hi ha els mosaics realitzats per Pietro Cavallini a finals del segle xiii per encàrrec del cardenal Bertoldo Stefaneschi. Aquests mosaics representen escenes de la vida de la Verge: comencen amb el naixement de Maria, seguint per l'Anunciació, el naixement de Jesús, l'epifania, la presentació de Jesús al Temple i finalment la mort de Maria.
Al centre apareix Maria amb Sant Pere i Sant Pau i als seus peus el donant Bertoldo Stefaneschi.

## El títol cardenalici de Santa Mariain Trastevere
El títol de Santa Maria in Trastevere, un dels més antics i prestigiosos títols cardenalicis, va ser instituït pel Papa Alexandre I vers el 112 i va ser conformat pel Papa Calixt I. El Papa Juli I li canvià el nom pel de Iulii. Més tard, al 595, es va convertir en el títol de Juli i Calixt. A la primera meitat del segle viii, el títol era conegut pel nom de la Santíssima Mare de Déu, i, finalment, durant el regnat del Papa Lleó III, va assumir el nom de Santa Maria a Trastevere. D'acord amb el catàleg de Pere Mallio, compilat durant el regnat d'Alexandre III, el títol es va adjuntar a la basílica de Sant Pere i els seus sacerdots celebraven missa a torn.

### Cardenals titulars
- San Calepodi (112?-?)
- Astero (o Asterio) (118?-?)
- Paolino (494-?)
- Settimio (499)
- Marcellino (499-inicis de 514?)
- Giovanni Celio (514-?)
- Pietro (590-?)
- Talasio (o Thalassio) (731-inicis de 745)
- Anastasio (745-inicis de 761)
- Andrea (761-?)
- Benedetto el vell (853-855)
- Adriano (964-inicis de 972)
- Benedetto (972-inicis de 993)
- Crescenzio (993-inicis de 1026)
- Giovanni (vers 1025-inicis de 1049)
- Guido (1049-inicis de 1061)
- Giovanni Minuzzo (o Minutus) (1061-vers 1067)
- Ubaldo (vers 1067-inicis de 1077)
- Falcone (1077-inicis de 1088)
- Gregorio Paparoni (o Papareschi) (1088-vers 1099)
- Giovanni, Orde de Sant Benet (1099-vers 1106)
- Errico (o Enrico) (1106-vers 1112)
- Pietro (vers 1112-vers 1120)
- Pietro Pierleoni (1120-1130)
- Gionata (o Ionathan) el jove (1130-?), pseudocardenal de l'antipapa Anaclet II
- Gregorio della Suburra (1140 - 1152)
- Guido da Crema (1152 - 1159)
- Laborante (o Laborans) (1180-1190)
- Guy Paré (o Poré), O.Cist. (1190-1199)
- Guido Papareschi (1199-1207)
- Stefano Normandis (1228-1254)
- Matteo Rubeo Orsini (in commendam 1262-1305)
- Guillaume d'Aigrefeuille, O.S.B. (1350-1368)
- Pierre d'Estaing, O.S.B. (1370-1373)
- Felip d'Alençon (1378-1380)
- Niccolò Brancaccio (1378-1390), pseudocardenal de l'antipapa Climent VII
- Ludovico Bonito (1408-1413)
- Rinaldo Brancaccio, in commendam (1413-1427)
- Gabriele Condulmer (o Condulmaro, o Condulmerio) (1427-1431)
  - Vacante (1431-1440)
- Gerardo Landriani Capitani (1440-1445)
- Juan de Torquemada, O.P. (1446-1460)
- Amico Agnifilo della Rocca (1469-1476)
- Stefano Nardini (1476-1484)
- Jorge da Costa (1484-1491)
  - Vacant (1491-1496)
- Joan Llopis (1496-1501)
- Juan Castellar y de Borja (1503-1505)
- Marco Vigerio della Rovere, O.F.M.Conv. (1505-1511)
- Bandinello Sauli, in commendam (1511-1516); in titulo (1516-1517 deposat)
- Achille de Grassi (1517-1523)
- Francesco Armellini Pantalassi de' Medici, (1523-1528)
- Lorenzo Campeggio (1528-1534)
- Antonio Sanseverino, O.S.Io.Hier. (1534-1537)
- Gianvincenzo Carafa (1537-1539)
- Marino Grimani (1539-1541)
- Francesco Cornaro (1541)
- Antonio Pucci (1541-1542)
- Philippe de la Chambre, O.S.B. (1542-1543)
- Gian Pietro Carafa (1543-1544)
- Rodolfo Pio Carpi (1544-1553)
- Juan Álvarez y Alva de Toledo (1553)
- Miguel da Silva (1553-1556)
- Giovanni Girolamo Morone (1556-1560)
- Cristoforo Madruzzo (o Madruzzi) (1560-1561)
- Ottó de Waldburg (1561-1562)
- Tiberio Crispo (1562-1565)
- Giovanni Michele Saraceni (1565-1566)
- Giovanni Ricci (1566-1570)
- Scipione Rebiba (1570-1573)
- Giacomo Savelli (o de Sabellis) (1573-1577)
- Giovanni Antonio Serbelloni (1577-1578)
- Antoine Perrenot de Granvelle (1578)
- Stanislaw Hosius (o Hoe, o Hosz) (1578-1579)
- Giovanni Francesco Gambara (1579-1580)
- Markus Sitticus von Hohenems (o Altemps) (1580-1595)
- Giulio Antonio Santorio (o Santori) (1595-1597)
- Girolamo Rusticucci (1597-1598)
- Girolamo Simoncelli (o Simonelli) (1598-1600)
- Alessandro Ottaviano de' Medici (1600)
- Anton Maria Salviati (1600-1602)
- Domenico Pinelli (1602-1603)
- Antonio Maria Sauli (1603-1607)
- Mariano Pierbenedetti (1607-1608)
- Gregorio Petrocchini, O.E.S.A. (1608-1611)
- Francesco Maria Borbó del Monte (1611-1612)
- Pietro Aldobrandini (1612-1620)
- Bartolomeo Cesi (1620-1621)
- Bonifazio Bevilacqua Aldobrandini (1621-1623)
- Franz von Dietrichstein (1623-1636)
- Giulio Savelli (1636-1639)
- Guido Bentivoglio (1639-1641)
- Cosimo de Torres (1641-1642)
- Antonio Barberini el Vell (1642-1646)
- Federico Baldissera Bartolomeo Cornaro (1646-1652)
- Giulio Cesare Sacchetti (1652)
- Marzio Ginetti (1652-1653)
- Girolamo Colonna (1653-1659)
- Giovanni Battista Maria Pallotta (1659-1661)
- Ulderico Carpegna (1661-1666)
- Niccolò Albergati-Ludovisi (1666-1676)
- Luigi Alessandro Omodei (o Homodei) (1676-1677)
- Pietro Vito Ottoboni (1677-1680)
- Francesco Albizzi (1680-1681)
- Carlo Pio di Savoia (1681-1683)
- Decio Azzolini juniore (1683-1684)
- Paluzzo Paluzzi Altieri degli Albertoni (1684-1689)
- Giulio Spinola (1689)
- Gaspare Carpegna (1689-1698)
- Giovanni Battista Spinola (1698-1704)
- Urbano Sacchetti (1704-1705)
- Leandro di Colloredo, C.O. (1705-1709)
- Tommaso Ruffo (1709-1726)
- Pier Marcellino Corradini (1726-1734)
- Giorgio Spinola (1734-1737)
- Luis Belluga y Moncada (1737-1738)
- Francesco Antonio Finy (1738-1740)
- Francesco Antonio Finy (1743)
- Francesco Scipione Maria Borghese (1743-1752)
- Giuseppe Spinelli (1752-1753)
- Joaquín Fernández Portocarrero (1753-1756)
- Camillo Paolucci (1756-1758)
- Giacomo Oddi (1758-1759)
- Henry Benedict Mary Clement Stuart de York (1759-1761); in commendam (1761-1763)
- Fabrizio Serbelloni (1763)
- Pietro Colonna Pamphili (1766-1780)
- Giovanni Ottavio Manciforte Sperelli (1781)
  - Vacante (1781-1789)
- Tommaso Antici (1789-1798)
- Francesco Maria Pignatelli (1800-1815)
- Annibale Sermattei della Genga (1816-1823)
- Giovanni Francesco Falzacappa (1823-1830)
- Raffaele Mazzio (1830-1832)
- Benedetto Barberini (1832-1856); in commendam (1856-1863)
  - Vacante (1863-1874)
- Alessandro Franchi (1874-1878)
- Lorenzo Nina (1879-1885)
- James Gibbons (1887-1921)
- Giovanni Tacci Porcelli (1921-1928)
- Pedro Segura y Sáenz (1929-1957)
- Stefan Wyszyński (1957-1981)
- Józef Glemp (1983-2013)
- Loris Francesco Capovilla, 22 de febrer de 2014 - 27 de maig de 2016)
- Carlos Osoro Sierra, des del 19 de novembre de 2016)